# لاسلكيا (قصة قصيرة)
لاسلكيّاً هي قصة قصيرة للكاتب الإنجليزي روديارد كبلينغ والتي تم نشرها لأول مرة في مجلة Scribner في عام 1902 وتم جمعه في وقت لاحق في Traffics and Discoveries كانت القصيدة الشقيقة المصاحبة لها زعمت كيبلنغ أنها كانت ترجمة لقصيدة سويدية قديمة (من السويدية في ستانيليليوس) على الرغم من أن هذا الادعاء غير مدعوم.

## فحوى القصة
يزور الراوي صديقًا كيميائيًا يجري تجاربه على الراديو ذي الموجة القصيرة. إنه يحاول الاتصال بعشاق آخر ، على بعد عدة أميال. إنهم يمرون في ليلة مضطربة ، وهم يخترقون أشهى الكوكتيل من المواد الكيميائية الموجودة ، وينجح الراوي في تخدير السيد شاينور ، مساعد الكيميائي ، الذي يعاني من استهلاك المرحلة الأخيرة.

## نبذة  عن القصة
تدور القصة حول رجل مسن يُعاني من مشكلة في السمع، لكنه يشعر بأن حواسه تتحسن عندما يستمع إلى الرسائل التي تُرسل عبر جهاز الراديو اللاسلكي. في القصة، يتصاعد شعور الاتصال الروحي والعاطفي بينه وبين العالم الخارجي، حيث يتمكن من التواصل مع أصوات وأشخاص من أماكن بعيدة عبر الإشارات اللاسلكية.

## الشخصيات
- الرجل المسن   هو الشخصية المحورية والأساسية في القصة، يمثل رجلًا مسنًا يعاني من ضعف السمع أو فقدان جزئي لحاسة السمع، الأمر الذي جعله يشعر بالعزلة والوحدة. هذا الضعف الحسي يجعل من الصعب عليه التواصل مع العالم من حوله، مما يعكس تجربة إنسانية مألوفة كثيرًا لمن يعانون من مشاكل صحية أو إعاقة تؤثر على حواسهم. مع ظهور جهاز اللاسلكي، تتغير حياة هذا الرجل بشكل جذري؛ إذ يجد في الأصوات اللاسلكية فرصة لاستعادة اتصال مع العالم الخارجي، بل ويتجاوز ذلك ليشعر باتصال روحي وعاطفي مع الناس والأماكن التي يسمع أصواتها. هذه الشخصية تمثل الإنسان الذي يجد الأمل والراحة في التكنولوجيا الحديثة، خاصة في وقت يشعر فيه بالعزلة، كما تجسد تجربة التحول التي قد تحدثها التكنولوجيا على حياة الإنسان العادي. وتُظهر الشخصية كذلك الحس الإنساني في مواجهة التطور العلمي، حيث لا يرى التقنية مجرد آلات باردة بل كوسيلة للتواصل الإنساني العميق.
- الشاب (الراوي أو المساعد)   عادة في قصة "لاسلكيا" توجد شخصية شابة تلعب دور الراوي أو المساعد للرجل المسن. هذه الشخصية تمثل الجيل الجديد المتحمس للتقنية والتقدم العلمي، وهي التي تساعد الرجل المسن في تشغيل جهاز اللاسلكي وفهم آلية عمله. كما تعمل هذه الشخصية كجسر بين القارئ والعالم الذي تعيش فيه الشخصيات، إذ تنقل انطباعاتها عن التجربة الفريدة التي يمر بها الرجل المسن. الشاب يرمز إلى التجدد والفضول العلمي، ويعكس موقفًا أكثر تقنية وعقلانية مقارنة بالرجل المسن، لكنه في الوقت نفسه يشارك في تجربة إنسانية عميقة تتجاوز مجرد استخدام الالة.

- الأصوات المرسلة عبر اللاسلكي   في القصة، الأصوات التي يسمعها الرجل المسن عبر جهاز اللاسلكي ليست مجرد موجات صوتية، بل تتخذ طابعًا رمزيًا وشبه شخصي. هذه الأصوات تمثل اتصالًا غير مرئي بين الإنسان والتكنولوجيا، بين الماضي والحاضر، وبين العالمين القريب والبعيد. يمكن اعتبار هذه الأصوات كشخصيات مجازية لأنها تحمل إحساسًا بالرفقة، الألفة، والتواصل الروحي، وتكسر جدار العزلة الذي كان يعيشه الرجل المسن. هذه العناصر تضيف بعدًا فلسفيًا للقصّة، حيث يتحول اللاسلكي إلى وسيط بين الإنسان وأبعد مما يمكن أن تلمسه حواسه الطبيعية.

## الاسلوب
أسلوب روديارد كبلينغ في قصة "لاسلكيا" يتسم ببساطة اللغة ووضوح التعبير، حيث يعتمد على سرد سلس ومباشر يُمكن القارئ من متابعة أحداث القصة بسهولة وفهم المشاعر الداخلية للشخصية الرئيسية دون تعقيد لغوي أو تراكيب معقدة. ويستخدم كبلينغ الوصف الحسي الدقيق والواقعي ليرسم صورة حيّة لحالة الرجل المسن، خاصة فيما يتعلق بتأثير ضعف السمع وجهاز اللاسلكي عليه، مما يضفي على القصة بعدًا ملموسًا ويُحاكي التجربة الحسية للقارئ. على الرغم من بساطة الأسلوب، تتخلل القصة رموز ومعانٍ فلسفية عميقة، حيث يدمج كبلينغ بين العلاقة بين الإنسان والتكنولوجيا، والصراع بين العزلة والرغبة في التواصل، مبرزًا البعد الروحي في استخدام التقنية، وهو ما يثري النص فكريًا ويمنحه عمقًا يتجاوز الجانب السردي البسيط. كما يبرز في الأسلوب حوار داخلي يعبر عن الحالة النفسية للشخصية، مما يعكس بصدق مخاوفه وأحاسيسه، ويجعل القارئ يتعاطف معه بعمق. بالإضافة إلى ذلك، تركز القصة على التجربة الشخصية للرجل المسن، حيث تُروى الأحداث من منظور قريب منه، ما يعزز الإحساس بالحميمية ويخلق تواصلاً مباشرًا بين القارئ والتجربة الإنسانية التي تعكسها القصة، دون اللجوء إلى تعدد وجهات النظر أو سرد معقد. بذلك يجمع كبلينغ بين بساطة الأسلوب وثراء المعنى في عمل أدبي مُتقن ومؤثر.

## وصلات خارجية
- نسخة للكتاب من قبل مؤسسة هنداوي للتعليم والثقافة